# Dépôt de munitions

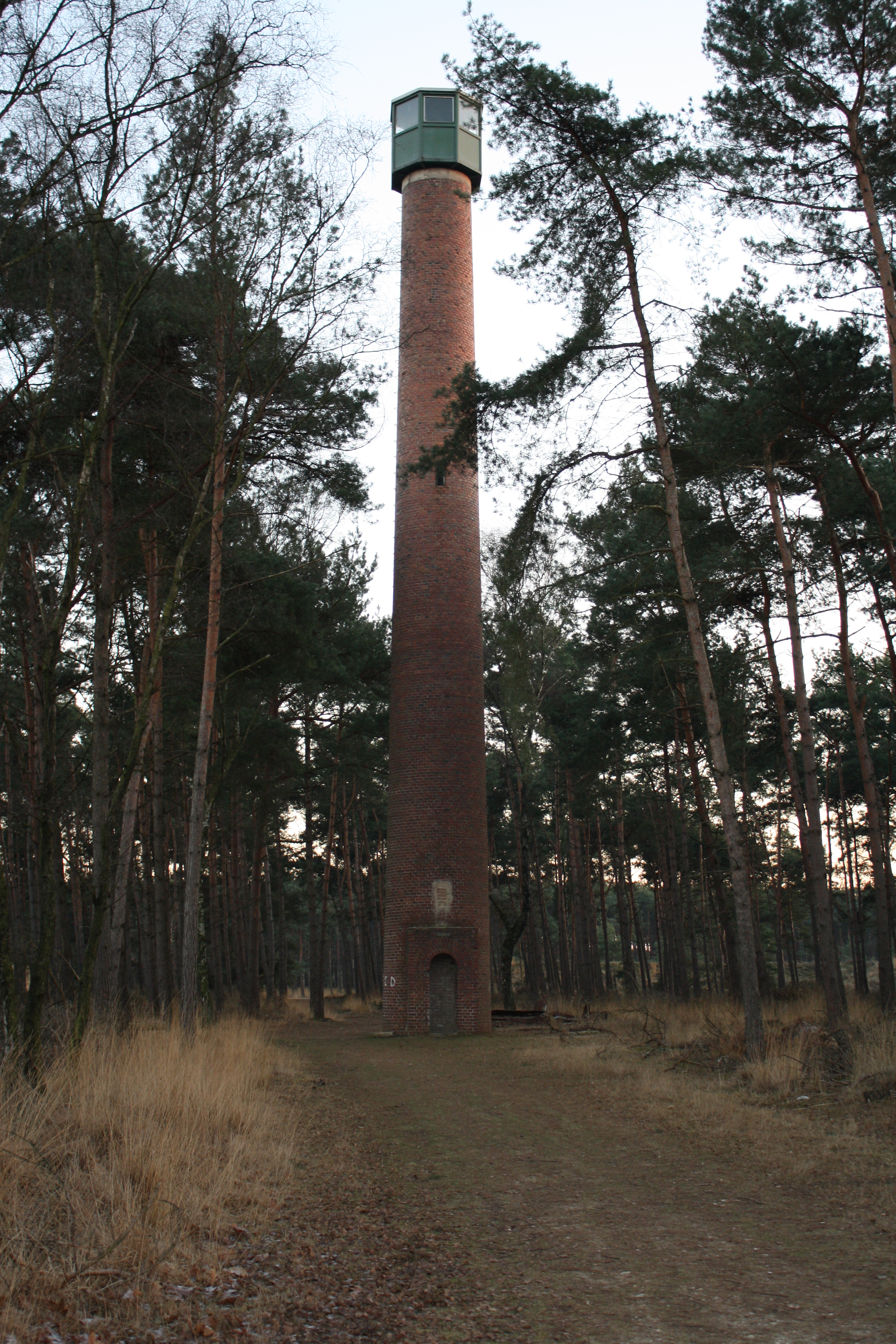
Tour de surveillance de Brüggen (Rhénanie-du-Nord-Westphalie, en Allemagne), destinées à protéger des attaques de la RAF un dépôt de munition. Elle a été construite en 1943

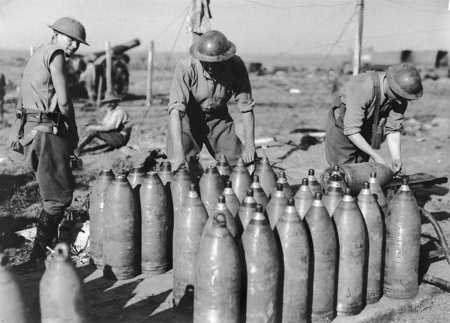
Artilleurs australiens montant des fusées '106 '(instantanées) sur la tête d'obus destinés à la grosse pièce visible sur la gauche, sur la route de verbranden près d'Ypres le 17 oct 1917, dans un dépôt de munition géré par la 1st Australian Siege Battery. Cette position située près d'un carrefour, près d'un centre logistique, a souvent été bombardée par l'artillerie allemande, de jour comme de nuit

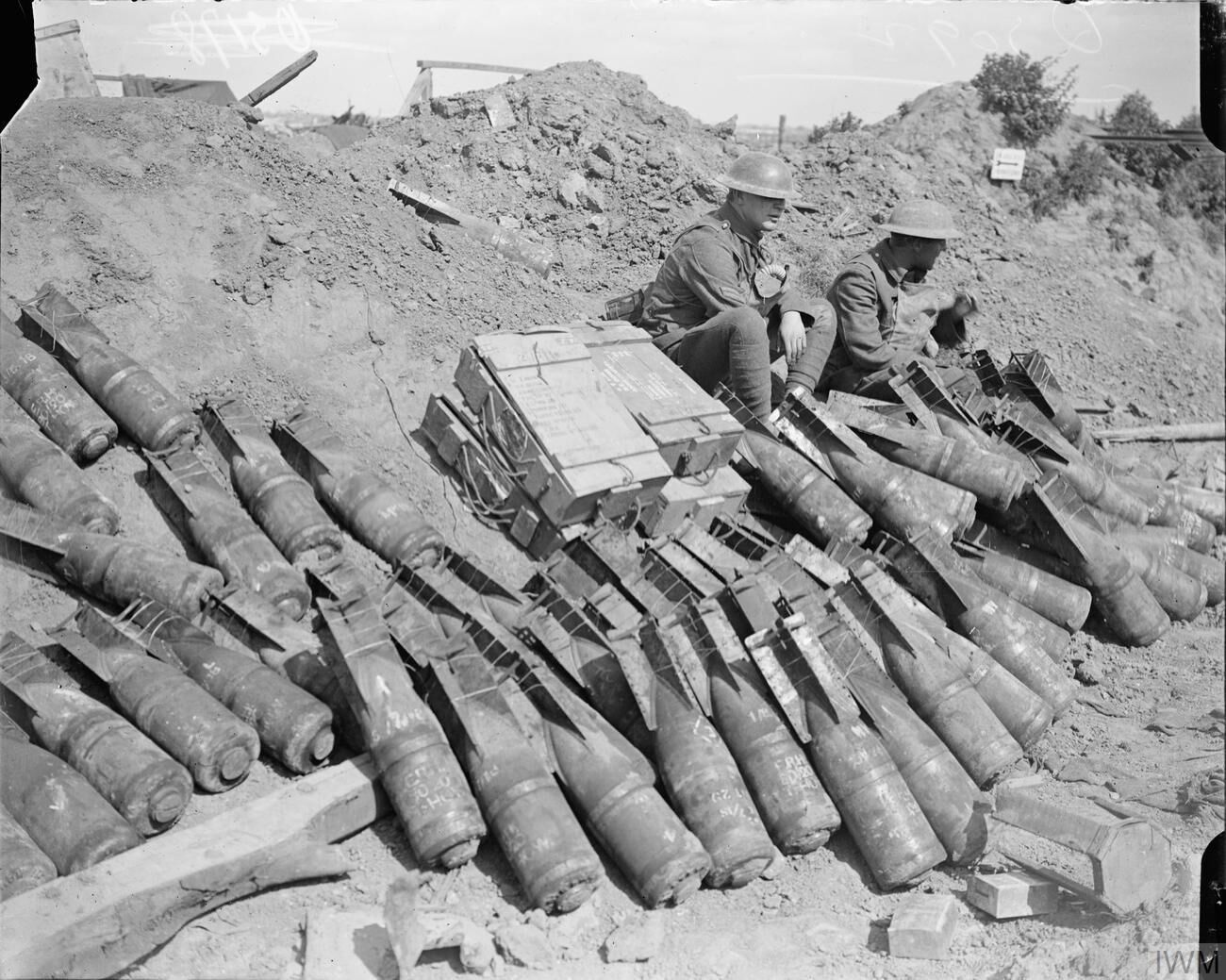
Deux soldats du 9e bataillon du Royal Sussex Regiment sont assis près d'un dépôt improvisé d'obus de mortier de tranchée, près de Lens, le 3 septembre 1918

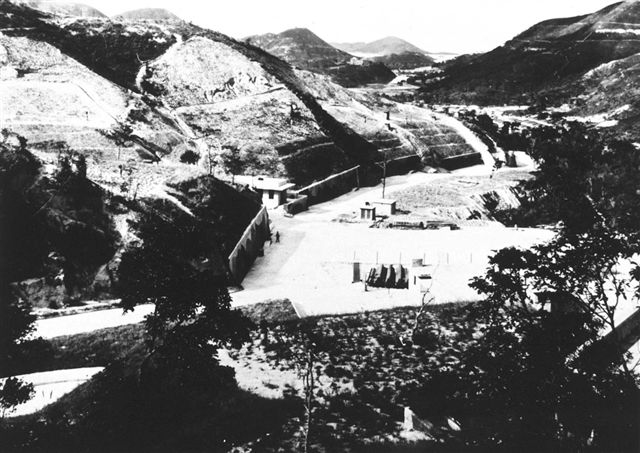
Le Dépôt central de munition de Hong Kong (寿 臣 山 军火库 en chinois), construit dans les années 1930 par les Anglais et utilisé lors de la seconde guerre mondiale contre l'invasion japonaise et pour stocker des armes et munitions de la défense de Hong Kong. Son nom de code britannique était "Little Hong Kong. Il a été finalement transformé en caves à vin en 2002, dans le cadre d'un projet primé par l'UNESCO en 2007

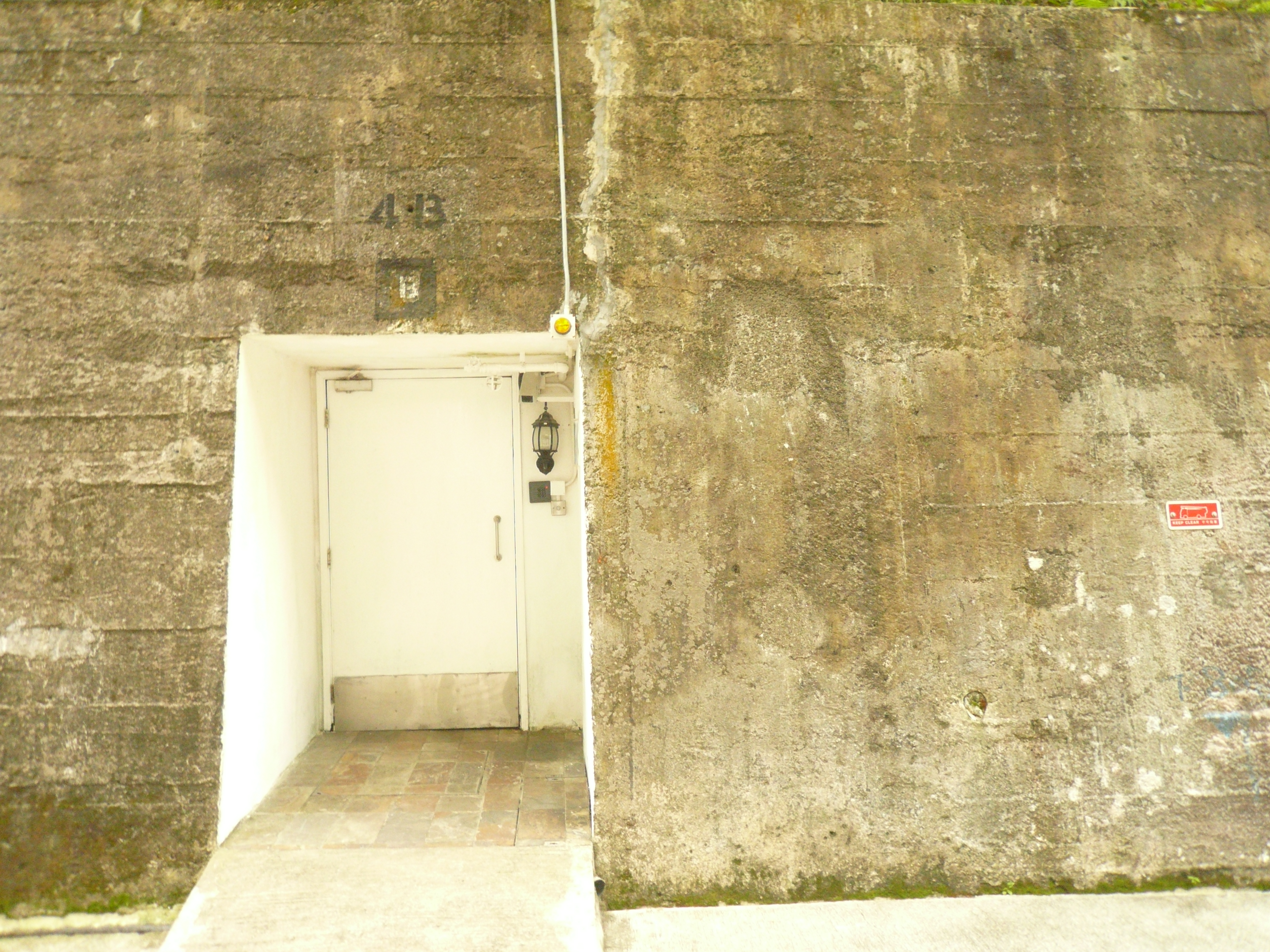
Mur et porte d'un des entrepôts du Dépôt central de munitions de Hong Kong

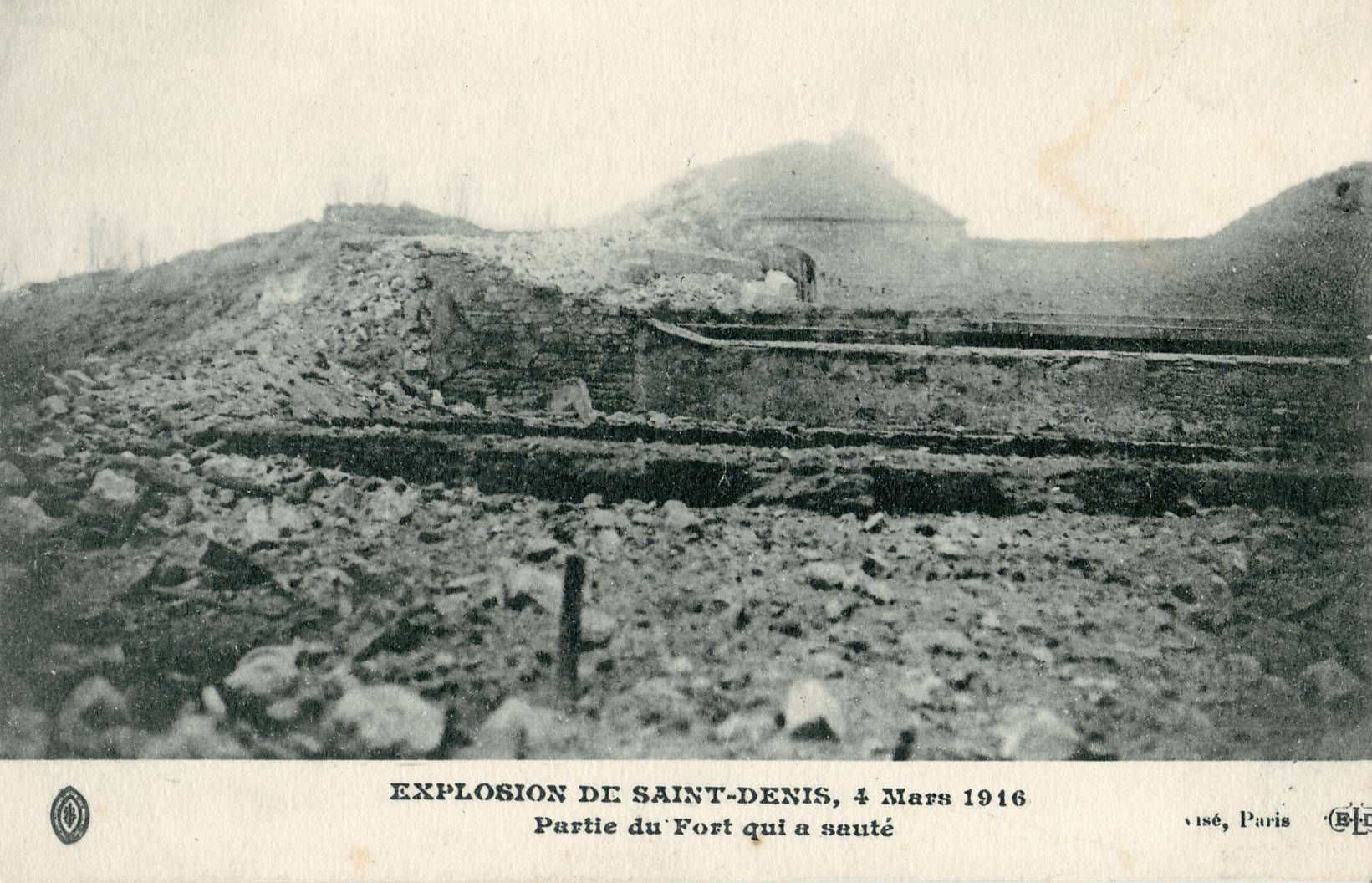
Fort de la Double-Couronne, explosion du 4 mars 1916

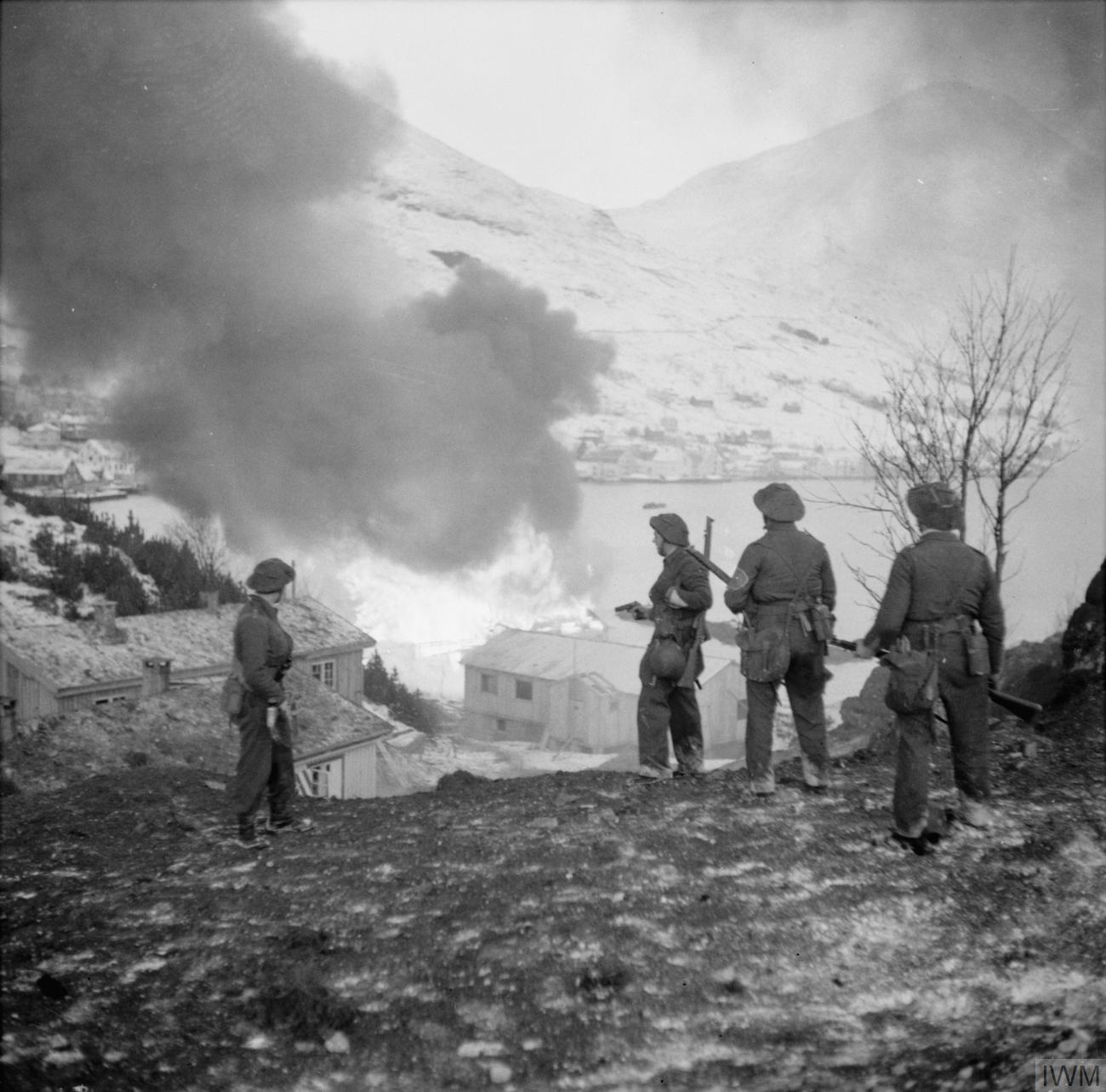
Commando de soldats anglais observant l'incendie suivant la destruction d'un dépôt allemand de munitions en Norvège (Operation Archery, 27 décembre 1941)

Un dépôt de munitions est un lieu dans lequel sont ou peuvent être stockés des munitions ou explosifs (conventionnels ou non, actifs ou mis au rebut) ; il peut s'agir de bombes, torpilles, mines, grenades, petites munitions d'armes à feu, etc.
Un dépôt de munitions est généralement constitué de plusieurs bâtiments de béton ou enterrés, clôturés et surveillés pour limiter les risques de vol, explosion, etc. D'anciens forts militaires ont aussi parfois servi de tels dépôts, ainsi que des galeries de carrières souterraines.
Comme les poudreries ou  poudrières, ce sont des sites dangereux.
En activité, ils sont naturellement interdits à la fréquentation du public.
En situation de guerre ou d'exercice, il peut s'agir de dépôts provisoires destinés à l'approvisionnement en munitions de troupes.

## Utilité
La plupart des munitions doivent être protégées des chocs, de l'humidité ou de la chaleur.
Le  transport, transfert, stockage et manipulations de balles, obus, mines, et de tout type d'explosifs sont intrinsèquement dangereux. De plus, même en temps de paix, d'autres risques existent tels que le vol, détournement ou sabotage ou de séquelles de pollutions dues aux composés toxiques des munitions.

## Les éléments typiques d'un dépôt de munition
- une structure de type Bunker (parfois dénommée « Igloo » abrite les munitions ou explosifs qui sont enfermées sous clé dans des « magasins d'artillerie » ;
- des buttes anti-souffle (bermes de terre, murs en biais, etc.) sont chargées d'orienter ou détourner le souffle de l'explosion éventuelle de l'installation (qui est généralement enterrée) vers une zone de moindre risque. Après l'armistice de 1918, les dépôts provisoires de munitions non explosées récupérées lors de la reconstruction qui a suivi la Première Guerre mondiale étaient parfois provisoirement installés dans les creux de dunes (à Zeebruges par exemple[1]), les dunes servant alors de butte anti-souffle.

- le dépôt, éclaté dans un certain nombre de bunkers dispersés et espacés entre eux par une « Distances de sécurité » calculée selon la puissance des explosifs stockés ou à stocker ; pour protéger les autres magasins de stockage et d'autres infrastructures extérieures et pour éviter les explosions ou incendies en chaine et améliorer la sécurité générale du dépôt.

- une zone-tampon qui peut être une simple surface déboisée (ou « glacis ») de plusieurs centaines de mètres (parfois 1, voire 2 km ou plus) entoure l'installation, pour limiter les dégâts matériels et humaines en cas d'explosion ;
- un périmètre de sécurité peut être matérialisé par une clôture, équipé de caméras ou détecteurs de présence, pour éviter un accès occasionnel de personnes non autorisées ; des gardes peuvent protéger l'installation ;

- dans le dépôt et à l'extérieur, une zone de chargement (couverte ou non), équipée de matériel de levage s'il s'agit de munitions lourdes (obus de gros calibre par exemple) ; pour le transfert de munitions stockées à destination et à partir de camions, navires, wagons de chemin de fer ;
- un système d'inondation rapide de tout ou partie des installations est parfois prévu pour éteindre un incendie ou empêcher une explosion dans un magasin et pour limiter le risque d'explosions en cascade. Il nécessite la proximité d'un réservoir d'eau, ou de cours d'eau (c'est alors la fermeture de vannages qui fait brutalement monter le niveau de l'eau et inonde les zones à risque) ;
- un atelier technique d'entretien, préparation ou réparation de munitions est présent dans de nombreux sites de dépôt. Cette installation peut aussi être utilisée pour l'entretien et la réparation des systèmes de ventilation, d'inspection, etc.
- une zone de destruction (Demolition Range pour les anglophones) est généralement également présente en périphérie du site, pour élimination par incinération, détonation (« pétardage ») ou par d'autres méthodes (bain d'acide, etc.) d'explosifs ou de munitions périmés, défectueux ou devenus obsolètes à la suite de changements d'armes.

## En France
L’explosion d'un dépôt de grenades au fort de la Double-Couronne, près de Paris, le 4 mars 1916, faisant 40 morts et 67 blessés, conduit à préciser la réglementation et la responsabilité de l’État concernant le stockage des munitions.
Les vingt dépôts de munitions des trois armées en service en 2010 (dix de l’Armée de terre, six de l’Armée de l’Air et quatre de la Marine) et sept dépôts outre-mer et à l’étranger sont regroupés au sein de sept établissements principaux des munitions (EPMu) du Service interarmées des munitions fondé en 2011  et cinq dépôts outre-mer. Dans le cadre du plan  « SIMu 2019 », la fusion des échelons de direction des Établissements principaux des munitions (EPMu) a lieu pour permettre de passer de sept EPMu à quatre.

## Cas particuliers
Dans le passé, un grand nombre de munitions périmées ou non-explosées ont été jetées en mer, ou dans des lacs. Ces dépôts sont plutôt des « décharges » sous-marines. Sur les cartes marines françaises, les dépôts d'armes anciennes immergées sont souvent décrits par la mention « explosifs immergés ».

## En situation de guerre
Durant les conflits armés, le terme "dépôt de munitions" décrit souvent des dépôts provisoires constitués sur le champ de bataille ou en arrière de celui-ci. 
Ces sites sont particulièrement visés par les  attaques aériennes ou de l'artillerie ennemie.

## Séquelles de guerre
Certaines munitions contiennent un ou plusieurs composés très toxiques (plomb, mercure, arsine, ypérite...). L'explosion d'un dépôt, de même que les eaux qui ont servi à éteindre ou noyer un incendie peuvent donc laisser une pollution résiduelle significative à importante. Il en va de même à long terme pour les dépôts immergés de munitions, souvent disposés à proximité des côtes au XXe siècle. Des dépôts comme celui fait après la première guerre mondiale sur le banc du Paardenmarkt près de Zeebruges seront une menace persistante pour plusieurs siècles ou millénaires,.

### Illustrations

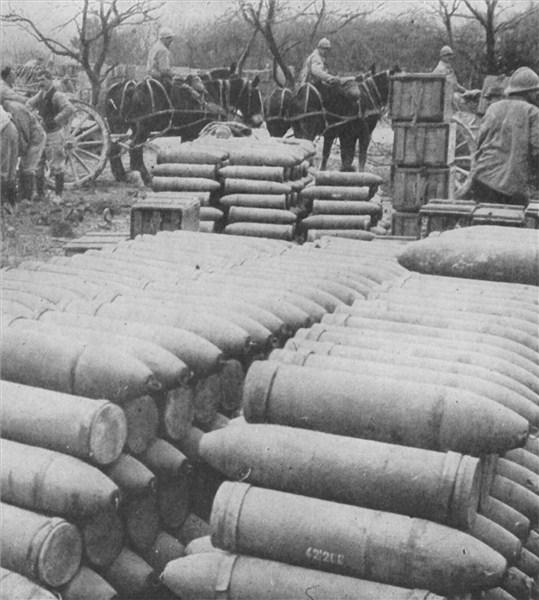
Dépôt d'obus d’artillerie, près de Verdun (1917)
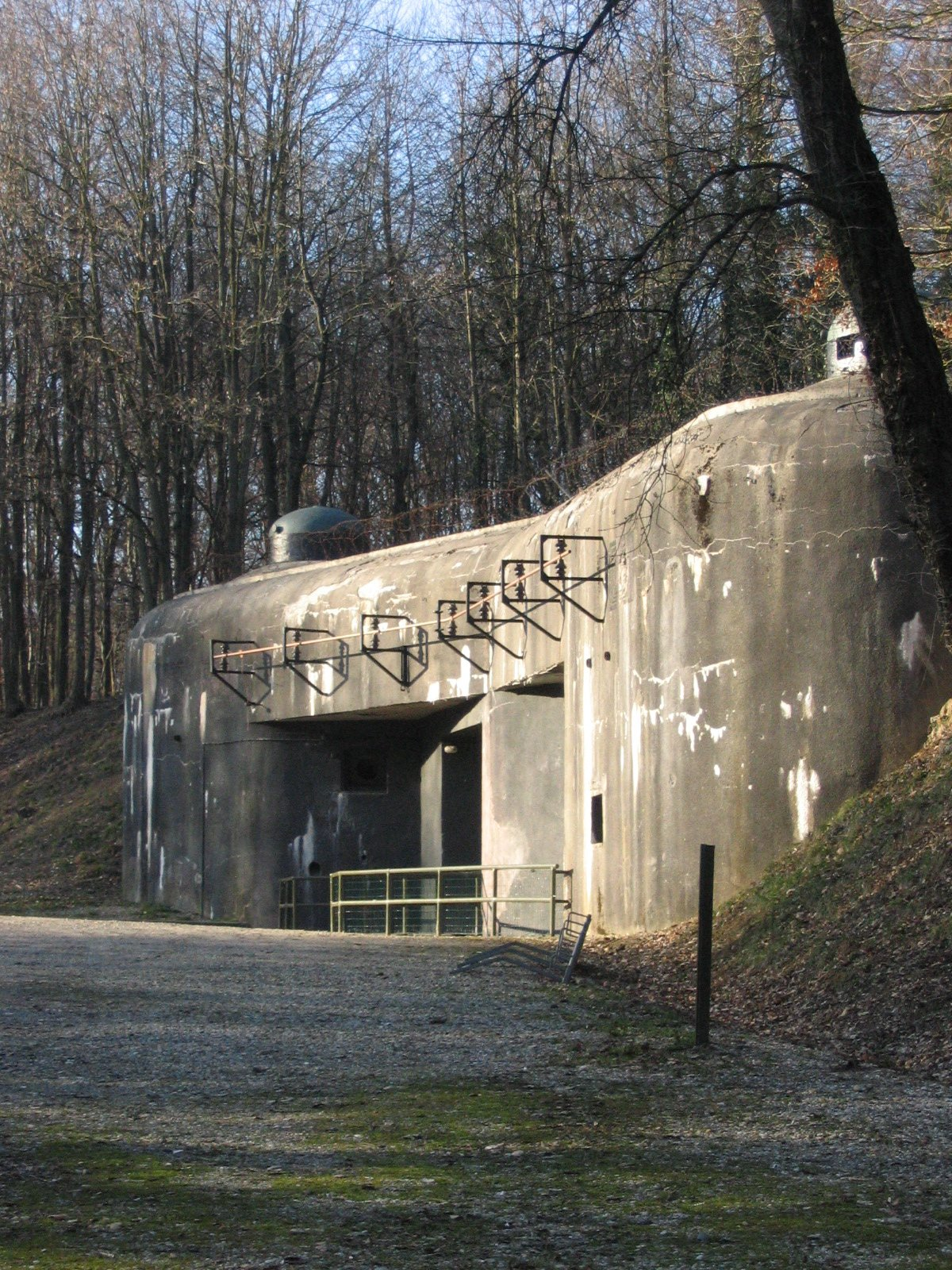
Entrée des munitions du bloc 7 du fort de Schœnenbourg (ligne Maginot)
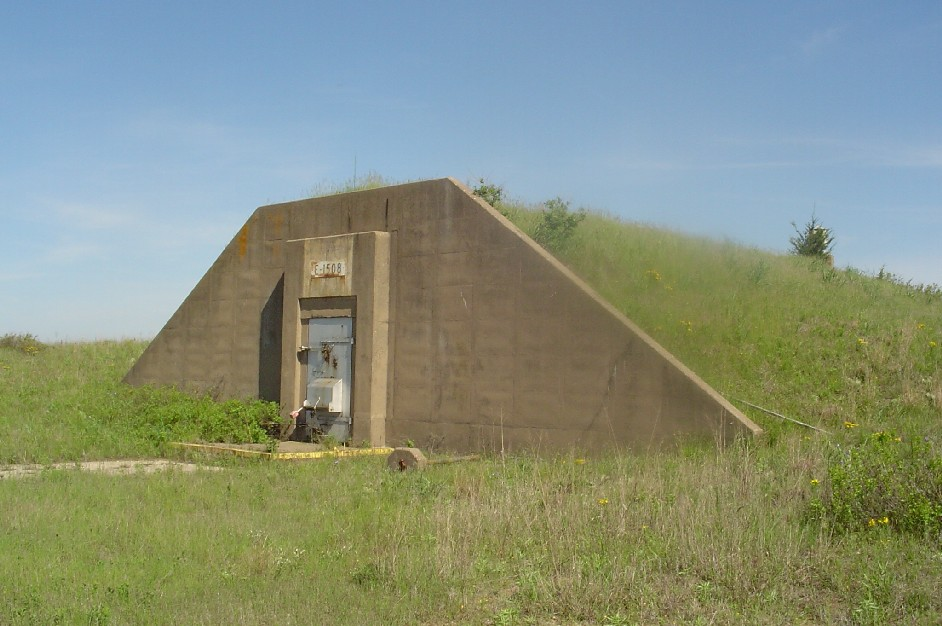
Igloo de stockage modèle américain.